# Salle à manger d'État de la Maison-Blanche

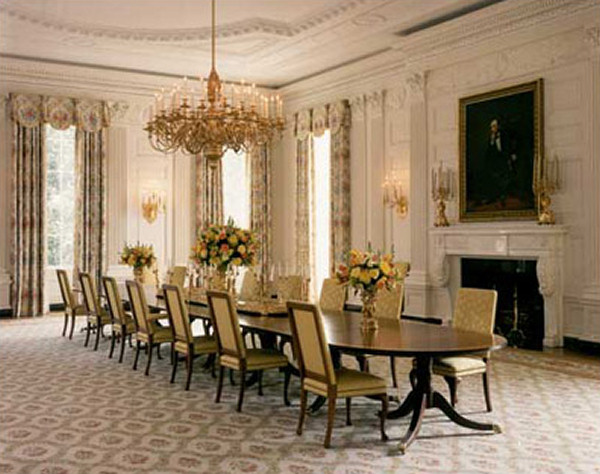
La salle à manger d'État telle qu'elle a été réaménagée sous l'administration de Bill Clinton.

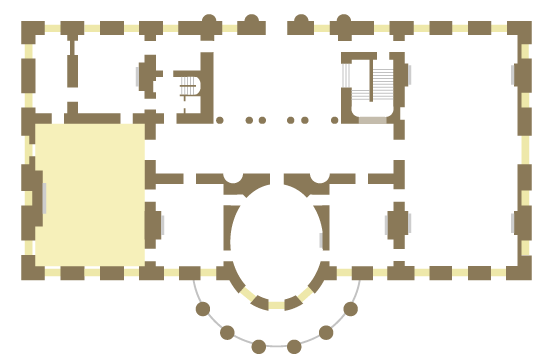
Plan State Floor (littéralement l'Étage d'État), montrant l'emplacement de la salle à manger d'État.

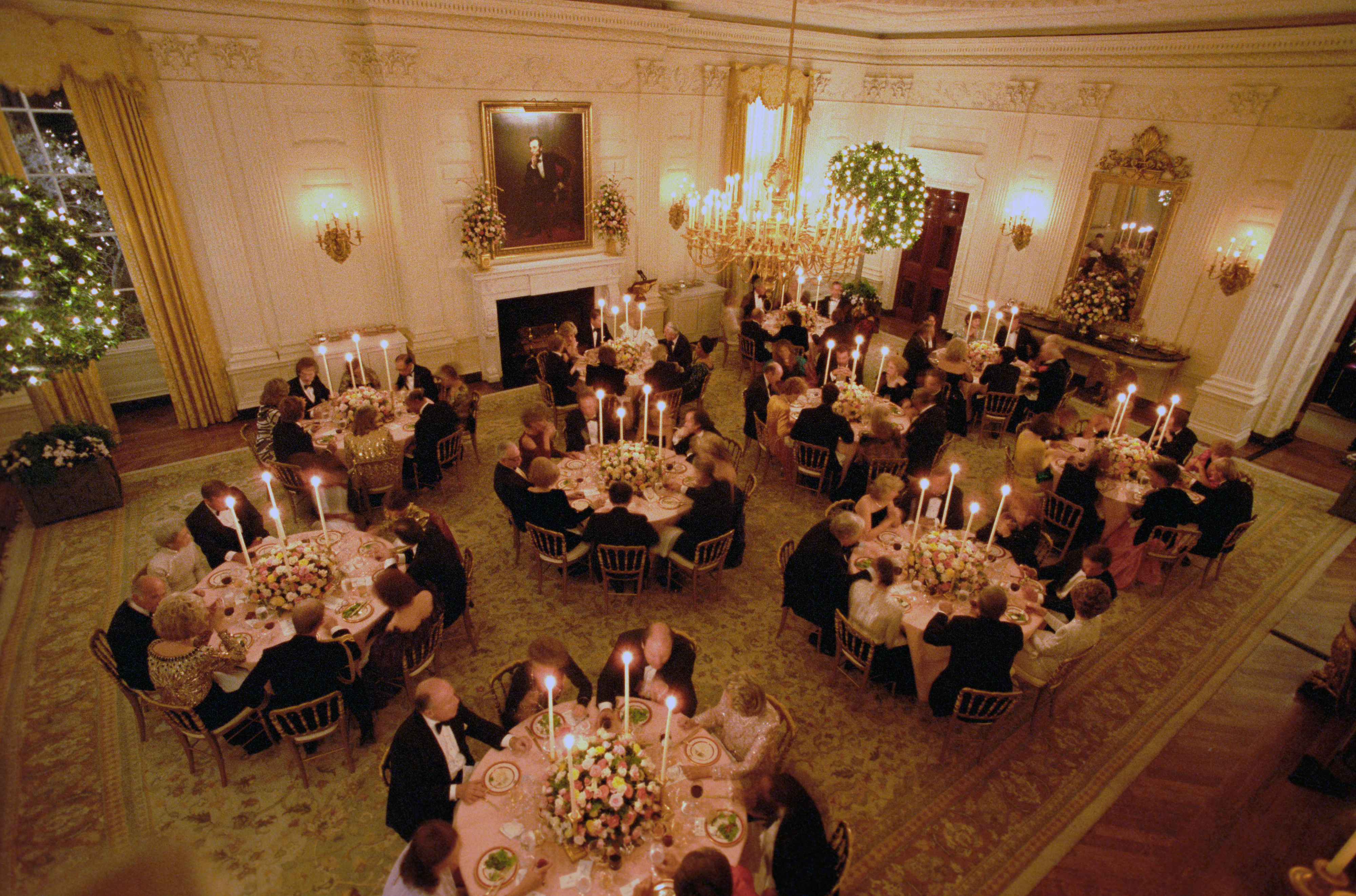
Dîner donné par Ronald Reagan pour le prince Charles et Lady Diana en 1985.

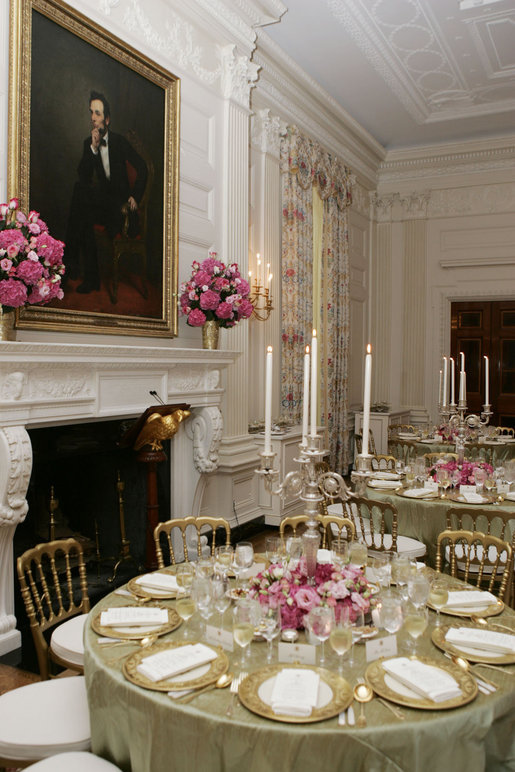
Tables rondes dressées pour un dîner officiel durant l'administration de George W. Bush. Les grandes assiettes dorées ont été fabriquées par Lenox pour Eisenhower.

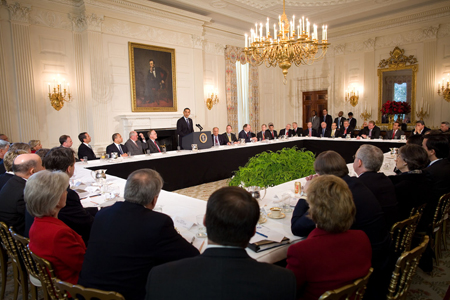
Barack Obama recevant les gouverneurs américains dans la State Dining Room en février 2009.

La salle à manger d'État (en anglais, State Dining Room) est la plus grande des deux salles à manger du niveau principal — State floor — de la Maison-Blanche, résidence officielle du président des États-Unis. Elle est utilisée pour des réceptions et déjeuners mais aussi pour des dîners officiels de plus grande ampleur dénommés State dinners (« dîners d'État »), donnés en l'honneur de chefs de gouvernements étrangers en visite. La salle peut accueillir 140 personnes et mesure approximativement 18 mètres sur 12. Elle compte six portes menant respectivement vers une réserve de service, la salle à manger familiale, Cross Hall (grand vestibule qui dessert l'étage), le salon Rouge (Red Room) et la terrasse ouest. C'est durant l'administration d'Andrew Jackson (1829-1837) que cette pièce fut officiellement baptisée State Dining Room.

## Histoire et aménagement
Sur les tout premiers plans du State floor de la Maison-Blanche, dus à l'architecte James Hoban, on trouve déjà la mention « salle à manger » pour désigner la pièce occupant l'angle sud-ouest. Cependant, elle sera d'abord utilisée comme bureau, bibliothèque et cabinet de travail avant de servir comme salle de réception. Après l'incendie de 1814 et la reconstruction qui suivit, le président James Monroe commande des couverts et un service de table (qui seront achetés en France en 1817) ainsi que des pièces d'ornement en bronze doré. On y place alors une table centrale avec sept sections à miroirs mesurant plus de 4,60 m une fois totalement déployée. Des bacchantes comportant des supports pour de petits bols ou des chandelles bordent le plateau. Trois corbeilles à fruits, supportées par des figures féminines, sont généralement utilisées pour y disposer des fleurs. Les deux manteaux de cheminée en marbre italien, qui se trouvent maintenant respectivement dans le salon Vert (Green Room) et le salon Rouge (Red Room) ont également été ajoutés par Madison et se trouvaient à l'origine dans la salle à manger d'État.
La salle à manger d'État originelle était environ 50 % plus petite que la pièce actuelle et en occupait la partie sud. La démolition de la grande cage d'escalier d'origine dans la partie Ouest de la résidence exécutive (qui fut remplacé par l'actuel Grand escalier donnant sur le hall d'entrée), permit lors de la rénovation opérée en 1902 par la firme de McKim, Mead et White, l'agrandissement de la salle et sa réorientation selon un axe nord-sud. Le style de la pièce s'inspire du néoclassicisme des maisons anglaises de la fin du XVIIIe siècle. Sous un plafond à corniches de plâtre blanc, une série de panneaux en chêne sombre à pilastres corinthiens et frises gravées a été installée. Charles Follen McKim créa une grande table de service et deux consoles de dimensions inférieures, chacune comportant des supports en forme d'aigle. Elles furent produites par H.A. Davenport à Boston. La table de service prenait place contre le mur nord et les deux consoles à l'est. Un chandelier plaqué argent accompagné d'appliques coordonnées fut installé. Les deux candélabres de style rococo datent de l'administration Hayes (1877-1881). Des chaises de style Queen Anne, qui aujourd'hui prennent place autour de la table centrale, furent également ajoutées lors de la rénovation de 1902.
L'apparence actuelle de la salle à manger d'État est le résultat d'une rénovation et d'un réaménagement effectués par le Comité pour la préservation de la Maison-Blanche et le bureau du conservateur de la Maison-Blanche, financés par le White House Endowment Trust.

## La reconstruction sous Truman
L'usure de la structure interne du bâtiment, originellement faite en bois, a exigé une reconstruction de la Résidence exécutive de 1949 à 1951 sous l'administration de Harry S. Truman. L'intérieur de la Maison Blanche fut démoli, ne laissant que les façades, et une superstructure en acier fut installée dans les murs en grès. En procédant aux réparations les plus urgentes et importantes, une grande partie des aménagements intérieurs fut détériorée ou remisée. À l'inverse, dans la salle à manger d'État plus que dans n'importe quelle autre pièce, la plupart des matériaux des murs et du plafond furent réinstallés. L'usure du chêne, combinée à l'envie de donner à cette pièce un style plus américain qu'anglais, fit que l'on peignit les panneaux muraux. Le manteau de cheminée de McKin trouva place dans la bibliothèque présidentielle de Truman et remplacé par un modèle plus simple, en marbre vert, de style néo-géorgien. Un ensemble de reproductions de chaises Chippendale vint remplacer les chaises Queen Anne de McKin autour de la grande table.

## La restauration Kennedy
Jacqueline Kennedy mena la plus importante des redécorations de l'intérieur de la Maison Blanche. Elle choisit de travailler avec l'expert en antiquités américaines Henry Francis du Pont et le décorateur français d'intérieur Stéphane Boudin lorsqu'elle s'attela à la rénovation de la salle à manger d'État. La majorité des changements opérés alors reste visible actuellement. Le chandelier plaqué argent et ses appliques assorties furent dorés et les appliques, jusque-là fixées sur les pilastres, réinstallées dans les panneaux latéraux, mettant ainsi les pilastres en valeur. La couleur verte des années Truman fut remplacée par un blanc ivoire. On fit exécuter une copie du manteau de cheminée de McKin, dans la bibliothèque présidentielle, et cette réplique vint remplacer le manteau de marbre vert voulu par Truman. Les consoles en acajou furent peintes en blanc ivoire et les aigles dorés, évoquant le style Régence anglaise. On tissa et installa un nouveau tapis, copié sur celui que Boudin avait créé pour le château de Leeds. Pour les dîners de grande ampleur, la grande table en fer à cheval, jugée trop formelle, fut remplacée par une série de petites tables rondes, configuration encore en usage aujourd'hui. Le portrait d'Abraham Lincoln par George P.A. Healy fut restauré afin d'effacer les dommages les plus visibles. Les reproductions de chaises Chippendale furent enlevées et les chaises Queen Anne retrouvèrent leur place. La draperie de Truman, en damasquiné doré, fut conservée.

## Administrations récentes
La Première dame Pat Nixon travailla avec le conservateur de la Maison Blanche, Clement Conger, pour rafraichir la pièce en 1971. Une draperie en lampas jaune d'or fut mise en place, ainsi qu'une corniche de style fédéral.
En 1999, sous l'administration de Bill Clinton, le designer Kaki Hockersmith conseilla Hillary Clinton pour la redécoration de la pièce. Les murs furent repeints dans des tons pierre claire. Le plafond, d'un blanc froid, fut orné de motifs plus complexes afin d'imiter l'aspect du plâtre brut, dans l'esprit de la restauration McKin de 1902. La table de service et les consoles retrouvèrent leur couleur acajou originelle. Les chaises Queen Anne furent retapissées de soie damasquinée couleur or doux. De nouvelles draperies aux motifs floraux multicolores d'inspiration néo-coloniale furent fabriquées et un tapis comportant un médaillon central coordonné fut tissé et posé. On procéda également à la restauration du chandelier et des appliques. La finition mate fut remplacée par un véritable aspect or brillant.